# Smolov (Bělá nad Radbuzou)

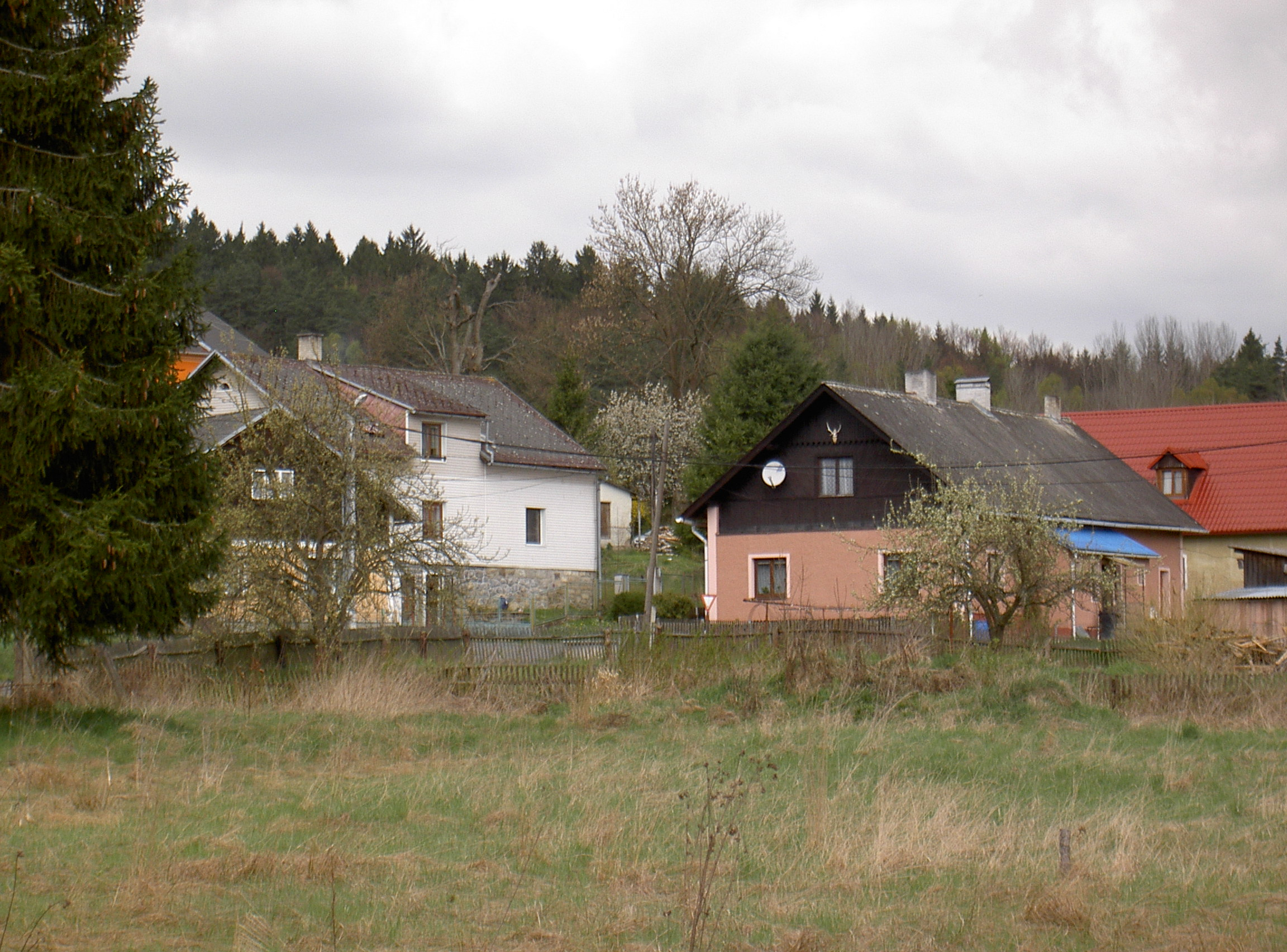
Smolov (Schmolau)

Smolov (deutsch Schmolau) ist ein Gemeindeteil von Bělá nad Radbuzou im westböhmischen Okres Domažlice in Tschechien.

## Geografische Lage
Smolov (Schmolau) liegt ungefähr dreieinhalb Kilometer westlich von Bělá nad Radbuzou (deutsch: Weißensulz) etwas oberhalb des Tals der Radbuza. Hier mündet der Huťsky potok (deutsch: Karlbach) in die Radbuza.

## Geschichte
Schmolau wurde 1628 erstmals erwähnt und gehörte 1789 zur Fideikommissherrschaft Heiligenkreuz.
1839 hatte Schmolau 39 Häuser mit 312 Bewohnern, eine Schule, eine Ziegelbrennerei und eine Teerschwelerei. Zum Dorf gehörten auch das im Wald gelegene Bärentanz, das zur Hostauer Herrschaft gehörige Jägerhaus, die herrschaftliche Meierei Neuhof, die Schäferei Hammelhof, die Neuhofer Mühle mit einer Brettsäge an der Radbuza und folgende Spiegelschleifen an der Radbuza zwischen Plattenberg (tschechisch: Zvon) und Schafberg (tschechisch: Mufloni vrch):
- Schwarzweiher Spiegelschleife
- Geisloher oder Geyerloher Schleife
- Gailschlagschleife

sowie zwei Hammerschleifen mit Beleghaus und Wohngebäude für die Arbeiter.
1913 hatte die Gemeinde Schmolau eine 1890 erbaute dreiklassige Volksschule mit 174 Kindern, zwei Gasthäuser, eine Fleischerei, eine Schmiede, einen Schuhmacher, einen Wagner, drei Tischler, einen Kaufladen, einen Konsum und die drei Mühlen Pallermühle,
Rosenmühle und die Kunstmühle am vorderen Schwarzweiher. Der Ort Schmolau hatte in diesem Jahr 42 Häuser und 311 Einwohner.
Die Volkszählung vom 1. Dezember 1930 berichtet für Schmolau folgendes Ergebnis:
- Schmolau insgesamt: 99 Häuser, 697 deutsche Einwohner, 5 Ausländer

Zu Schmolau gehörig:
- Bärentanz: 2 Häuser, 10 deutsche Einwohner
- Neuhof: 16 Häuser, 162 deutsche Einwohner, 1 Ausländer
- Karlbach: 14 Häuser, 151 deutsche Einwohner, 3 Ausländer
- Rosendorf: 15 Häuser, 89 deutsche Einwohner
- Schmolau: 52 Häuser, 285 deutsche Einwohner, 1 Ausländer.

Die Gemeinde Schmolau hatte 1937 1491 ha Fläche, davon
1063,88 ha Wald, 198,07 ha Felder, 155,41 ha Wiesen, 37,73 ha Weiden
und 5,89 ha Gärten.
Nach dem Münchner Abkommen wurde Schmolau dem Deutschen Reich zugeschlagen und gehörte bis 1945 zum Landkreis Bischofteinitz.

## Ortsgliederung
Der Katastralbezirk Smolov umfasst die Ortschaften Karlova Huť, Nový Dvůr und Smolov.

## Kultur und Sehenswürdigkeiten
Vom etwa einen Kilometer östlich liegenden Nový Dvůr her kommt der Jakobsweg Prag – Tillyschanz. Hinter Smolov wird er in westlicher Richtung fortgesetzt zum 2,5 km entfernten Karlova Huť. Er ist mit I24 gekennzeichnet und heißt auf Tschechisch Svatojakubská cesta.